# Tuğba Toprak
Pour les articles homonymes, voir Toprak.
Tuğba Toprak est une ancienne joueuse de volley-ball turque née le 20 juin 1985 à İzmir. Elle mesure 1,86 m et jouait au poste de centrale. 

## Clubs
| Club                  | De        | À         |
| --------------------- | --------- | --------- |
| Karşıyaka İzmir       | 1999-2000 | 2009-2010 |
| Dicle Üniversitesi    | 2010-2011 | 2010-2011 |
| Ereğli Belediye       | 2011-2012 | 2011-2012 |
| Beşiktaş İstanbul     | oct 2012  | déc 2012  |
| TED Ankara Kolejliler | 2012-2013 | 2012-2013 |